# Bumerang (Radschützenpanzer)
Bumerang (russisch Бумеранг) ist die Bezeichnung für einen russischen Radschützenpanzer.

## Stand des Projektes

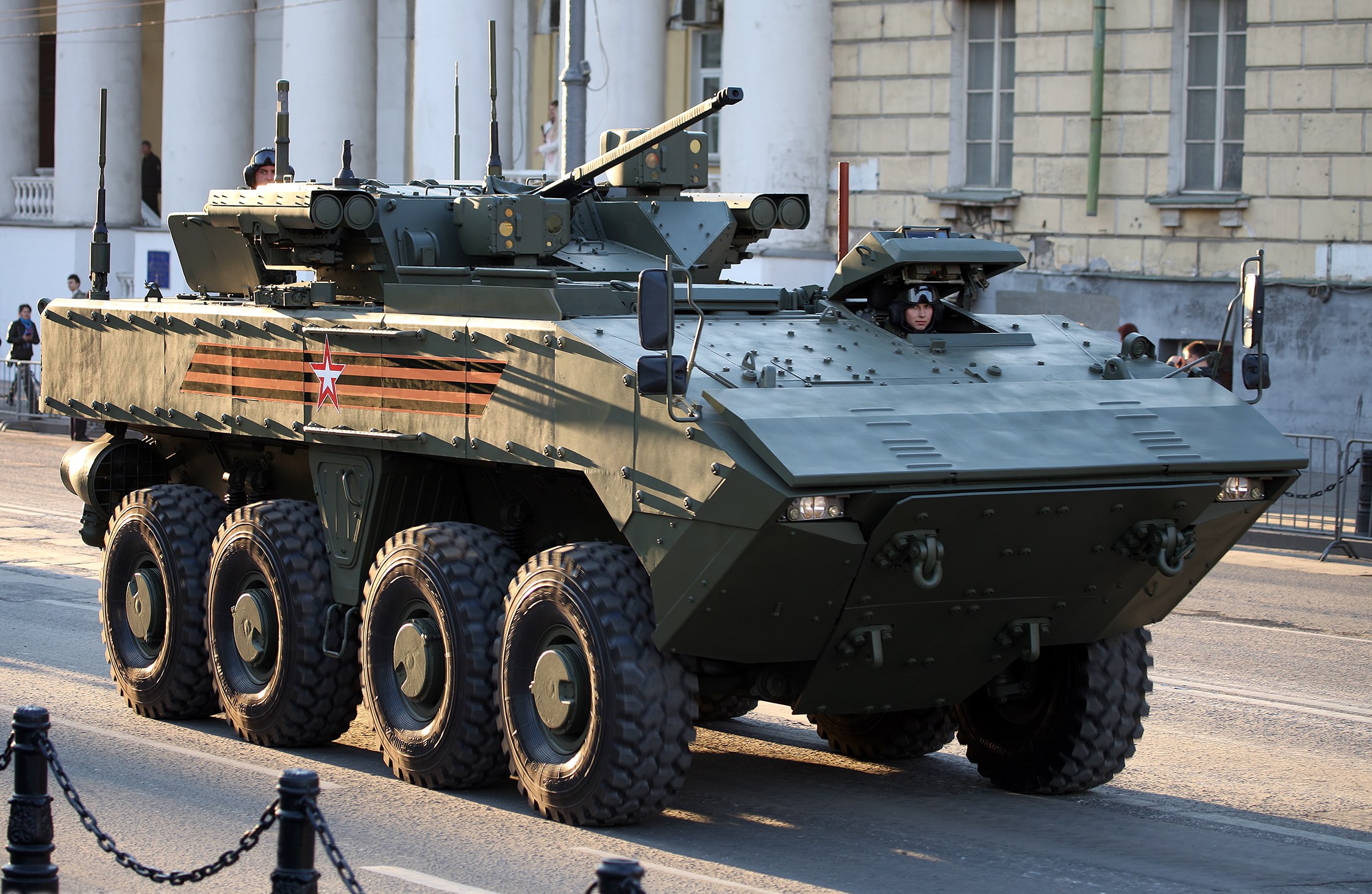
WPK-7829 Bumerang-Plattform während der Probe für die Siegesparade 2016.

Im Jahr 2012 gab die staatliche russische Nachrichtenagentur RIA Novosti bekannt, dass Exemplare des Schützenpanzers 2013 an die Truppe ausgeliefert werden sollen, 2013 wurde ein 1:1-Modell des Panzers auf der Russia Arms Expo 2013 gezeigt. Alle drei Projekte unterlägen strengster Geheimhaltung und würden „in nächster Zukunft nicht“ der Öffentlichkeit präsentiert.
Laut der Aussage vom 21. Februar 2012 von Alexander Postnikow, den bis April 2012 amtierenden Oberbefehlshaber des russischen Heeres, sollten die Radpanzer ab 2015 in die Struktur aufgenommen werden. Einzelne Exemplare des Bumerang-Radpanzers wurde erstmals bei der Siegesparade im Mai 2015 gezeigt.
Tatsächlich haben nach einem Bericht der Nachrichtenagentur RIA Novosti vom 4. April 2023 die Tests mit dem Fahrzeug erst zu diesem Zeitpunkt begonnen und sollen bis Ende des Jahres abgeschlossen sein. Geplant ist, dass anschließend mit einer Massenfertigung begonnen werden soll.

## Technik und Bewaffnung
Im Gegensatz zum BTR-60 und dessen sowjetischen/russischen Nachfolgern BTR-70, BTR-80, BTR-90 oder dessen Abarten aus ukrainischer Produktion bis zum BTR-3 befindet sich der Motor im vorderen Bereich des Fahrzeugs. Dadurch wurde im Heck Platz für eine Luke, durch die die Besatzung besser geschützt auf- und absitzen kann.
Der Kampfsatz des Bumerang-Radschützenpanzers soll aus 500 Schuss 30-mm-Munition, 4 Kornet-Panzerabwehrlenkraketen sowie 2000 Schuss 7,62-mm-Munition bestehen.